# Liste der Baudenkmale in Bippen
In der Liste der Baudenkmale in Bippen sind alle Baudenkmale der niedersächsischen Gemeinde Bippen aufgelistet. Die Quelle der Baudenkmale ist der Denkmalatlas Niedersachsen. Der Stand der Liste ist der 6. Dezember 2021.

## Allgemein
In den Spalten befinden sich folgende Informationen:
- Lage: die Adresse des Baudenkmales und die geographischen Koordinaten. Kartenansicht, um Koordinaten zu setzen. In der Kartenansicht sind Baudenkmale ohne Koordinaten mit einem roten Marker dargestellt und können in der Karte gesetzt werden. Baudenkmale ohne Bild sind mit einem blauen Marker gekennzeichnet, Baudenkmale mit Bild mit einem grünen Marker.
- Bezeichnung: Bezeichnung des Baudenkmales
- Beschreibung: die Beschreibung des Baudenkmales. Unter § 3 Abs. 2 NDSchG werden Einzeldenkmale und unter § 3 Abs. 3 NDSchG Gruppen baulicher Anlagen und deren Bestandteile ausgewiesen.
- ID: die Objekt-ID des Baudenkmales
- Bild: ein Bild des Baudenkmales, ggf. zusätzlich mit einem Link zu weiteren Fotos des Baudenkmals im Medienarchiv Wikimedia Commons. Wenn man auf das Kamerasymbol klickt, können Fotos zu Baudenkmalen aus dieser Liste hochgeladen werden:

## Bippen

### Gruppe: Kirchhof St. Georg
Baudenkmal (Gruppe):

| Lage                        | Bezeichnung | Beschreibung                                                                                                  | ID       | Bild |
| --------------------------- | ----------- | --- | -------- | ---- |
| 52° 34′ 53″ N, 7° 44′ 15″ O | Kirchhof    | Die Gruppe befindet sich im südöstlichen Teil Bippens und besteht aus der Kirche und dem umgebenden Kirchhof. | 45802442 | BW   |

Baudenkmale (Einzeln):

| Lage                                 | Bezeichnung | Beschreibung | ID       | Bild           |
| ------------------------------------ | ----------- | --- | -------- | -------------- |
| Kirchweg 52° 34′ 53″ N, 7° 44′ 17″ O | Kirche      | Die evangelische Kirche St. Georg Bippen stammt im Ursprung wahrscheinlich aus dem 12. Jahrhundert. Es ist ein Saalbau mit drei Jochen und einem polygonen Chorschluss. Zu der Kirche gehört ein quadratischer Turm. 1490 wurde die Kirche erhöht und die jetzigen Fenster eingefügt. Im Inneren befindet sich eine dreiseitige Empore. Über dem Altar befindet sich ein Orgelprospekt aus dem Jahre 1696. Der Taufstein ist aus Bentheim und stammt aus dem 13. Jahrhundert. | 44854271 | Weitere Bilder |
| Kirchweg 52° 34′ 53″ N, 7° 44′ 16″ O | Kirchhof    | Der Kirchhof befindet sich im wesentlich nördlich der Kirche. Zum Friedhof gehört ein Gefallenendenkmal. | 45806662 | BW             |

### Gruppe: Bebauung Hauptstraße 9, Kirchweg 2 und 4
Baudenkmal (Gruppe):

| Lage                        | Bezeichnung | Beschreibung                                            | ID       | Bild |
| --------------------------- | ----------- | ------------------------------------------------------- | -------- | ---- |
| 52° 34′ 55″ N, 7° 44′ 14″ O | Wohnhäuser  | Die Wohnhäuser wurden zwischen 1826 und 1910 errichtet. | 45798934 | BW   |

Baudenkmale (Einzeln):

| Lage                                      | Bezeichnung              | Beschreibung | ID       | Bild |
| ----------------------------------------- | ------------------------ | --- | -------- | ---- |
| Hauptstraße 9 52° 34′ 55″ N, 7° 44′ 14″ O | Wohn-/Wirtschaftsgebäude | Im Norden des Ensembles gelegenes Wohn-/Wirtschaftsgebäude, wohl ursprünglich Vierständerbau, Fachwerkbauweise mit Ziegelausmauerung, Nordgiebel dreimal vorkragend, mit Eingangstür, Südgiebel verkleidet, Satteldach, errichtet wohl um 1850. Das Dielentor im Nordgiebel nachträglich zugesetzt. Das Innere zu Wohnzwecken umgebaut. | 45799025 | BW   |
| Kirchweg 2 52° 34′ 55″ N, 7° 44′ 15″ O    | Wohn-/Wirtschaftsgebäude | | 45799052 | BW   |
| Kirchweg 4 52° 34′ 54″ N, 7° 44′ 15″ O    | Wohnhaus                 | | 45799112 | BW   |

### Gruppe: Hof Pahmeyer (ehemaliger Meierhof)
Baudenkmal (Gruppe):

| Lage                       | Bezeichnung | Beschreibung | ID       | Bild |
| -------------------------- | ----------- | ------------ | -------- | ---- |
| 52° 34′ 49″ N, 7° 44′ 0″ O | Hofanlage   |              | 45787666 | BW   |

Baudenkmale (Einzeln):

| Lage                                        | Bezeichnung              | Beschreibung | ID       | Bild |
| ------------------------------------------- | ------------------------ | ------------ | -------- | ---- |
| Am Mühlenteich 4 52° 34′ 49″ N, 7° 44′ 1″ O | Wohn-/Wirtschaftsgebäude |              | 45787686 | BW   |
| Am Mühlenteich 4 52° 34′ 49″ N, 7° 44′ 0″ O | Scheune                  |              | 45787724 | BW   |

### Gruppe: Hof Ostendorff
Baudenkmal (Gruppe):

| Lage                                     | Bezeichnung | Beschreibung | ID       | Bild |
| ---------------------------------------- | ----------- | ------------ | -------- | ---- |
| Diekweg 1, 1A 52° 35′ 3″ N, 7° 44′ 40″ O | Hofanlage   |              | 45788430 | BW   |

Baudenkmale (Einzeln):

| Lage                                 | Bezeichnung              | Beschreibung | ID       | Bild |
| ------------------------------------ | ------------------------ | ------------ | -------- | ---- |
| Diekweg 1 52° 35′ 4″ N, 7° 44′ 38″ O | Wohn-/Wirtschaftsgebäude |              | 45788470 | BW   |
| Diekweg 1 52° 35′ 3″ N, 7° 44′ 38″ O | Stall                    |              | 45788581 | BW   |
| Diekweg 1 52° 35′ 3″ N, 7° 44′ 39″ O | Scheune                  |              | 45788532 | BW   |
| Diekweg 1 52° 35′ 2″ N, 7° 44′ 39″ O | Wagenschauer             |              | 45788793 | BW   |

### Einzelbaudenkmale
| Lage                                         | Bezeichnung              | Beschreibung | ID       | Bild |
| -------------------------------------------- | ------------------------ | --- | -------- | ---- |
| Am Mühlenteich 6 52° 34′ 48″ N, 7° 43′ 53″ O | Heuerhaus                | Der Hof Pahmeyer (ehemaliger Meierhof) wurde wohl noch im 18. Jahrhundert erbaut. Im 19. Jahrhundert wurde das Haus erweitert. Es ist ein Zweiständerbau mit einem Satteldach. Die Giebel sind vorkragend.                                                                            | 45788019 | BW   |
| Hauptstraße 22 52° 34′ 58″ N, 7° 44′ 7″ O    | Wohn-/Wirtschaftsgebäude | Laut einer Inschrift wurde das sogenannte Hollandhaus im Jahre 1851 erbaut. Das Haus gehörte Kaufleuten, die in die Heimat zurückkehrten und dann die Häuser im Stil des Hollandhauses errichteten. Es ist ein anderthalbgeschossiger, traufständiger Ziegelbau mit einem Satteldach. | 45799556 | BW   |
| Hauptstraße 19 52° 34′ 56″ N, 7° 44′ 8″ O    | Wohn-/Wirtschaftsgebäude | | 45037070 | BW   |
| Hauptstraße 18 52° 34′ 58″ N, 7° 44′ 12″ O   | Wohn-/Wirtschaftsgebäude | | 45799450 | BW   |
| Hauptstraße 12 52° 34′ 56″ N, 7° 44′ 14″ O   | Heuerhaus                | | 45799178 | BW   |
| Berger Straße 1 52° 34′ 58″ N, 7° 44′ 24″ O  | Wohn-/Wirtschaftsgebäude | Hof Wrigge | 45788090 | BW   |
| Berger Straße 4 52° 35′ 2″ N, 7° 44′ 26″ O   | Wohn-/Wirtschaftsgebäude | | 45788166 | BW   |
| Berger Straße 8 52° 35′ 5″ N, 7° 44′ 26″ O   | Wohn-/Wirtschaftsgebäude | | 45788275 | BW   |
| Alte Ziegelei 1 52° 34′ 40″ N, 7° 43′ 55″ O  | Heuerhaus                | | 45787445 | BW   |

## Dalum

### Gruppe: Hof Scheper
Baudenkmal (Gruppe):

| Lage                                 | Bezeichnung | Beschreibung | ID       | Bild |
| ------------------------------------ | ----------- | ------------ | -------- | ---- |
| Dalum 30 52° 32′ 51″ N, 7° 44′ 22″ O | Hof Scheper | Hof Scheper  | 45700925 | BW   |

Baudenkmale (Einzeln):

| Lage                                 | Bezeichnung  | Beschreibung | ID       | Bild |
| ------------------------------------ | ------------ | ------------ | -------- | ---- |
| 52° 32′ 51″ N, 7° 44′ 23″ O          | Heuerhaus    |              | 45701624 | BW   |
| Dalum 30 52° 32′ 52″ N, 7° 44′ 22″ O | Schuppen     |              | 45701907 | BW   |
| Dalum 30 52° 32′ 51″ N, 7° 44′ 21″ O | Wagenschauer |              | 45701865 | BW   |
| Dalum 30 52° 32′ 50″ N, 7° 44′ 24″ O | Scheune      |              | 45701814 | BW   |

### Einzelbaudenkmale
| Lage                                | Bezeichnung              | Beschreibung | ID       | Bild |
| ----------------------------------- | ------------------------ | ------------ | -------- | ---- |
| Dalum 22 52° 33′ 3″ N, 7° 43′ 56″ O | Wohn-/Wirtschaftsgebäude |              | 45700639 | BW   |

## Hartlage

### Gruppe: Hof Buning (ehem. Zur Borg)
Baudenkmal (Gruppe):

| Lage                                | Bezeichnung                 | Beschreibung | ID       | Bild |
| ----------------------------------- | --------------------------- | ------------ | -------- | ---- |
| Lulle 7 52° 34′ 38″ N, 7° 42′ 21″ O | Hof Buning (ehem. Zur Borg) |              | 45793088 | BW   |

Baudenkmale (Einzeln):

| Lage                                | Bezeichnung              | Beschreibung | ID       | Bild |
| ----------------------------------- | ------------------------ | ------------ | -------- | ---- |
| Lulle 7 52° 34′ 36″ N, 7° 42′ 19″ O | Wohn-/Wirtschaftsgebäude |              | 45793105 | BW   |
| Lulle 7 52° 34′ 36″ N, 7° 42′ 21″ O | Scheune                  |              | 45793187 | BW   |
| Lulle 7 52° 34′ 36″ N, 7° 42′ 24″ O | Scheune                  |              | 45793213 | BW   |
| Lulle 7 52° 34′ 38″ N, 7° 42′ 23″ O | Wagenschauer             |              | 45793452 | BW   |
| Lulle 7 52° 34′ 35″ N, 7° 42′ 22″ O | Stall                    |              | 45793314 | BW   |
| Lulle 7 52° 34′ 35″ N, 7° 42′ 18″ O | Speicher                 |              | 45793243 | BW   |
| Lulle 7 52° 34′ 36″ N, 7° 42′ 17″ O | Backhaus                 |              | 45793162 | BW   |

### Einzelbaudenkmale
| Lage                                         | Bezeichnung              | Beschreibung | ID       | Bild |
| -------------------------------------------- | ------------------------ | ------------ | -------- | ---- |
| Flümberg 3 52° 34′ 52″ N, 7° 42′ 43″ O       | Heuerhaus                |              | 45792697 | BW   |
| Luller Straße 39 52° 34′ 29″ N, 7° 42′ 44″ O | Heuerhaus                |              | 45793622 | BW   |
| Luller Straße 26 52° 34′ 2″ N, 7° 42′ 21″ O  | Wohn-/Wirtschaftsgebäude |              | 45793522 | BW   |
| Lammersberg 11 52° 34′ 58″ N, 7° 41′ 47″ O   | Heuerhaus                |              | 45792828 | BW   |
| Lammersberg 25 52° 34′ 59″ N, 7° 41′ 41″ O   | Heuerhaus                |              | 45792861 | BW   |
| Bramberg 2 52° 35′ 12″ N, 7° 42′ 31″ O       | Wohn-/Wirtschaftsgebäude |              | 45792765 | BW   |

## Lonnerbecke

### Gruppe: Hof Feye
Baudenkmal (Gruppe):

| Lage                                      | Bezeichnung | Beschreibung | ID       | Bild |
| ----------------------------------------- | ----------- | ------------ | -------- | ---- |
| Lindenallee 1 52° 32′ 54″ N, 7° 40′ 39″ O | Hof Feye    | Hofnalge     | 45782020 | BW   |

Baudenkmale (Einzeln):

| Lage                                      | Bezeichnung              | Beschreibung | ID       | Bild |
| ----------------------------------------- | ------------------------ | --- | -------- | ---- |
| Lindenallee 1 52° 32′ 54″ N, 7° 40′ 40″ O | Wohn-/Wirtschaftsgebäude | Das Wohn-/Wirtschaftsgebäude wurde um 1800 erbaut. Es steht im südlichen Teil der Hofstelle. Es ist ein Zweiständerbau, Fachwerk mit Ziegelausmauerung, teils mit Lehmstakung und einem Satteldach. Der Wirtschaftsgiebel ist dreimal vorkragend. | 45782149 | BW   |
| Lindenallee 1 52° 32′ 53″ N, 7° 40′ 40″ O | Scheune                  | | 45782302 | BW   |
| Lindenallee 1 52° 32′ 54″ N, 7° 40′ 39″ O | Stall                    | | 45782481 | BW   |
| Lindenallee 1 52° 32′ 54″ N, 7° 40′ 39″ O | Scheune                  | | 45782271 | BW   |
| Lindenallee 1 52° 32′ 54″ N, 7° 40′ 38″ O | Scheune                  | | 45782241 | BW   |
| Lindenallee 1 52° 32′ 53″ N, 7° 40′ 38″ O | Stall                    | | 45782512 | BW   |
| Lindenallee 1 52° 32′ 53″ N, 7° 40′ 38″ O | Stall                    | | 45782331 | BW   |
| Lindenallee 1 52° 32′ 54″ N, 7° 40′ 41″ O | Backhaus                 | | 45782568 | BW   |

### Einzelbaudenkmale
| Lage                                            | Bezeichnung   | Beschreibung | ID       | Bild |
| ----------------------------------------------- | ------------- | --- | -------- | ---- |
| Sültemühle 1 A 52° 33′ 13″ N, 7° 42′ 30″ O      | Mühlengebäude | | 45782792 | BW   |
| Oelmühle 1 52° 32′ 57″ N, 7° 41′ 48″ O          | Stauweier     | Wassermühle (Sültemühle) | 35469139 | BW   |
| Oelmühle 1 52° 32′ 57″ N, 7° 41′ 45″ O          | Mühlengebäude | Das Mühlengebäude wurde 1705 als Ölmühle erbaut. Es war Teil einer Hofstelle. Es ist ein in Wandständerbauweise mit Ankerbalkenkonstruktion gebautes Fachwerkhaus. Die Ausstattung ist betriebsbereit. | 35468316 |      |
| Alte Bundesstraße 5 52° 32′ 41″ N, 7° 39′ 54″ O | Heuerhaus     | Hof Feye | 45781834 | BW   |

## Ohrte

### Einzelbaudenkmale
| Lage                                           | Bezeichnung              | Beschreibung | ID       | Bild |
| ---------------------------------------------- | ------------------------ | ------------ | -------- | ---- |
| Haneberg 9 52° 34′ 38″ N, 7° 39′ 1″ O          | Heuerhaus                |              | 45790397 | BW   |
| Im Fang 2 52° 34′ 46″ N, 7° 40′ 36″ O          | Heuerhaus                |              | 45790497 | BW   |
| Im Fang 3 52° 34′ 57″ N, 7° 40′ 26″ O          | Wohn-/Wirtschaftsgebäude |              | 45790813 | BW   |
| Bippener Straße 8 52° 35′ 31″ N, 7° 41′ 28″ O  | Heuerhaus                |              | 41703632 | BW   |
| Grüne Riede Weg 15 52° 36′ 30″ N, 7° 38′ 31″ O | Heuerhaus                |              | 45790243 | BW   |

## Ohrtermersch

### Gruppe:Hof Over-Behrens (ehemals Ahrens)
Baudenkmal (Gruppe):

| Lage                                     | Bezeichnung                       | Beschreibung | ID       | Bild |
| ---------------------------------------- | --------------------------------- | ------------ | -------- | ---- |
| Talger Weg 2 52° 35′ 57″ N, 7° 38′ 47″ O | Hof Over-Behrens (ehemals Ahrens) |              | 45796341 | BW   |

Baudenkmale (Einzeln):

| Lage                                     | Bezeichnung  | Beschreibung | ID       | Bild |
| ---------------------------------------- | ------------ | ------------ | -------- | ---- |
| Talger Weg 2 52° 35′ 55″ N, 7° 38′ 48″ O | Heuerhaus    |              | 45796372 | BW   |
| Talger Weg 2 52° 35′ 54″ N, 7° 38′ 51″ O | Scheune      |              | 45796416 | BW   |
| Talger Weg 2 52° 35′ 54″ N, 7° 38′ 44″ O | Lagergebäude |              | 45796685 | BW   |
| Talger Weg 2 52° 35′ 56″ N, 7° 38′ 43″ O | Stall        |              | 45796599 | BW   |

### Einzelbaudenkmale
| Lage                                          | Bezeichnung              | Beschreibung | ID       | Bild |
| --------------------------------------------- | ------------------------ | --- | -------- | ---- |
| Lingener Straße 40 52° 35′ 3″ N, 7° 37′ 47″ O | Mühlengebäude            | Die Mühle wurde um 1900 erbaut. Es ist nur noch ein Torso vorhanden, von den Mahlvorgängen gibt es nur noch Fragmente. Bis 1929 war die Mühle im Betrieb. | 45796251 |      |
| Hütfeldstraße 3 52° 35′ 43″ N, 7° 40′ 1″ O    | Wohn-/Wirtschaftsgebäude | | 45795659 | BW   |
| Neue Gründe 4 52° 36′ 3″ N, 7° 39′ 15″ O      | Heuerhaus                | | 45796309 | BW   |
| Hülsedamm 20 52° 36′ 13″ N, 7° 37′ 50″ O      | Heuerhaus                | | 45795605 | BW   |

## Vechtel

### Einzelbaudenkmale
| Lage                                           | Bezeichnung              | Beschreibung | ID       | Bild |
| ---------------------------------------------- | ------------------------ | ------------ | -------- | ---- |
| Strickamp 11 52° 33′ 32″ N, 7° 38′ 40″ O       | Heuerhaus                |              | 45784688 | BW   |
| Feldkamp 20 52° 34′ 3″ N, 7° 37′ 12″ O         | Heuerhaus                |              | 39169731 | BW   |
| Dorfstraße 25 52° 33′ 57″ N, 7° 37′ 52″ O      | Wohn-/Wirtschaftsgebäude |              | 45864647 | BW   |
| Dorfstraße 20 52° 34′ 2″ N, 7° 37′ 55″ O       | Wohnhaus                 |              | 45783747 | BW   |
| Dorfstraße 7 52° 33′ 55″ N, 7° 38′ 17″ O       | Heuerhaus                |              | 45783912 | BW   |
| Dorfstraße 9 52° 33′ 53″ N, 7° 38′ 15″ O       | Wohn-/Wirtschaftsgebäude |              | 45784233 | BW   |
| Neustadt 4 52° 34′ 10″ N, 7° 38′ 23″ O         | Schule                   |              | 45784957 | BW   |
| Neustadt 7 52° 34′ 12″ N, 7° 38′ 26″ O         | Schule                   |              | 45785287 | BW   |
| Lingener Straße 46 52° 34′ 47″ N, 7° 37′ 13″ O | Speicher                 |              | 45783238 | BW   |